# Salama Moussa

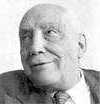
Salama Mousa

Salama Moussa (4 de febrero de 1887- 4 de agosto de 1958) (en árabe: سلامه موسى) fue un notable periodista egipcio de la década de 1920. Nacido en Zagazig en una familia con fuerte influencia de la iglesia cristiana ortodoxa copta, Moussa fue conocido por su gran interés en la ciencia y la cultura, así como su firme creencia en la inteligencia humana como garante del progreso y la prosperidad. En 1908, viajó a Europa donde estudió literatura, filosofía, ciencias sociales y naturales. Continuó el estudio de estos temas a lo largo de toda su vida.
Moussa pertenecía a un grupo de intelectuales que exigió con vehemencia la simplificación de la lengua árabe y su gramática y el reconocimiento del árabe egipcio como lengua moderna de Egipto, lo que produjo un fuerte rechazo y críticas por parte de la esfera conservadora.
Salama Moussa enfermó gravemente y murió el 4 de agosto de 1958 a los 71 años.

## Publicaciones
- Pensamientos divinos y su origen (1912)

- Tratado sobre el socialismo (1913)

- Los amores más conocidos de la Historia (1925, revisado y cambiado el nombre "El amor en la historia" en torno a 1949)

- Cuestiones de lectura sobre las elecciones (1926)

- Sueños de un filósofo (1926)

- Libertad de Pensamiento y de sus representantes (1927)

- Secretos de la vida interna (1927, revisada en 1948)

- Historia del Arte y el más conocido de piezas de trabajo (1927)

- Hoy y mañana (1928)

- Descenso y Desarrollo de la Humanidad (1928, revisada en 19.523)

- Historias (1939)

- Acerca de la vida y la Cultura (1930, revisado y cambiado el nombre en 1956: Cultura y Vida)

- Nuestros deberes y las tareas de Países Extranjeros (1931)

- Gandhi y la Revolución India (1934)

- Renacimiento en Europa (1935, revisada en 1962 a título póstumo y el nombre de "¿Qué es el Renacimiento")

- Egipto, un lugar donde comenzó la civilización (1935, edición ampliada en 1948)

- El Mundo en 30 Años (1936)

- Inglés moderno, Cultura (1936, ampliada ed. En 1956)

- Nuestra vida a partir del 50 (1944, ampliada ed. En 1956)

- La libertad de conciencia en Egipto (1945, esta obra muestra claramente, la cantidad de Moussa Salama fue influenciado por la cultura europea, en particular, de Voltaire.)

- Elocuencia y la lengua árabe (1945, ampliada ed. En 1953, así como a título póstumo en 1964)

- Mi y su intelecto (1947, ampliada ed. 1953)

- Los años de aprendizaje Salama Moussa (1947, póstumo ampliado 3ed. 19589 en esta obra es de las autobiografías primero conocido de la zona Lengua Árabe)

- El verdadero camino de la Juventud (1949)

- Los intentos psicológica (1953, cambió a los intentos en 1963)

- Estos son mis mentores (1953, entre ellos una discusión muy obstinada en las obras de Goethe, a título póstumo ampliado ed. En 1965)

- El libro de las revoluciones (1955)

- Estudios Psicológicos (1956)

- La mujer no es el juguete del Hombre (1956, una diferencia muy temprano por la liberación (emancipación) de la mujer en ese momento, especialmente en el oriente)

- George Bernhard Shaw (1957, que se ha reunido y llegado a conocer en Inglaterra, a título póstumo ampliado ed. En 1977)

- Los intentos de los Jóvenes (a título póstumo 1959)

- Escritos prohibidos (a título póstumo 1959)

- La humanidad es el orgullo de la Creación (a título póstumo 1961)